# پایگاه هوایی اچ-۳ (عراق)
پایگاه هوایی اچ-۳ (به انگلیسی: H-3 Air Base) (با نام کد 202C، 202D) بخشی از مجموعه‌ای از پایگاه‌های پیشین نیروی هوایی عراق در استان انبار عراق است. اچ-۳ در یک منطقهٔ دورافتاده از صحرای غربی عراق، حدود ۴۳۵ کیلومتری غرب بغداد واقع شده‌است. پایگاه نزدیک مرز سوریه و عراق و بزرگراهی است که اردن را به بغداد متصل می‌کند.
مرکز اچ-۳ توسط دو میدان هوایی دورتر از اچ-۳ واقع در جنوب غربی با مختصات ۳۲°۴۴′۴۸″ شمالی ۰۳۹°۳۵′۵۹″ شرقی / ۳۲٫۷۴۶۶۷°شمالی ۳۹٫۵۹۹۷۲°شرقی، و اچ-۳ شمال غربی با مختصات ۳۳°۰۴′۳۴″ شمالی ۰۳۹°۳۵′۵۲″ شرقی / ۳۳٫۰۷۶۱۱°شمالی ۳۹٫۵۹۷۷۸°شرقی، و یک جاده بزرگراهی، ۴۲ کیلومتر به سمت غرب۳۲°۵۰′۵۵″ شمالی ۰۳۹°۱۸′۲۸″ شرقی / ۳۲٫۸۴۸۶۱°شمالی ۳۹٫۳۰۷۷۸°شرقی پشتیبانی می‌شود. اچ-۳ در جنوب غربی دارای یک باند فرودگاه ۹۷۰۰ فوتی است و همچنین یک باند تاکسی مخصوص موازی آن دارد که می‌تواند به‌عنوان باند جایگزین مورد استفاده قرار گیرد.
این مجموعهٔ پایگاهی یکی از هشت پایگاه اصلی عملیاتی نیروی هوایی عراق قبل از حمله نیروهای ائتلاف به عراق در سال ۲۰۰۳ بود. این پایگاه، بعداً توسط ائتلاف، به کاربری غیرنظامی تغییر یافت و امروز متروکه است.

## تاریخچه
پروازگاه اچ-۳ توسط شرکت نفت عراق در سال ۱۹۳۵ به عنوان باند فرود ایستگاه پمپاژ اچ-۳ برای خط لوله انتقال نفت موصل-حیفا تأسیس شد.
برخلاف تصور عوام این پایگاه هرگز پایگاه هوایی نیروی هوایی سلطنتی انگلیس (RAF) نبوده‌است هر چند در طول جنگ جهانی دوم ایستگاه پمپاژ و خط لوله نفت مجاور توسط ماشین‌های زرهی RAF محافظت می‌شده‌است، همراه با نیروهای عراقی مستقر در اچ-۳ و هواپیماهای نیروی هوایی سلطنتی بریتانیا از باند پروازی استفاده می‌کردند.

### نیروی هوایی عراق
در طول دهه ۱۹۷۰، این فرودگاه یکی از چندین فرودگاه هوایی عراق بود که در پروژه سوپر بیس "Super-Base" در راستای تجربیات جنگ‌های اعراب و اسرائیل در سال‌های ۱۹۶۷ و ۱۹۷۳ به روزرسانی شد.
شرکت‌هایی از یوگسلاوی - که قبلاً در عراق پل‌سازی می‌کردند - در ساخت پایگاه هوایی مشارکت داشتند. به دلیل طراحی خاص آنها در این فرودگاه‌ها - که شامل راه‌های تاکسی بود که از آشیانه‌های پناهگاهی هواپیما (HAS) خارج می‌شدند و که به شکل مورب به باندها متصل می‌شدند - به «ذوزنقه» یا «یوگوس» معروف شدند.
محافظت از هر آشیانه پناهگاهی (HAS) شامل پوسته بتونی به ضخامت یک متر بود که با صفحات فولادی به ضخامت ۳۰ سانتی‌متر حفاظت می‌شد. فقط یک ورودی وجود داشت و این ورودی با درهای کشویی با قطر ۵۰ سانتی‌متر داشت که از جنس بتن و فولاد ساخته شده بود. این نوع آشیانه‌ها معمولاً در گروه‌های کوچک ساخته می‌شد - به ندرت بیش از ۵ واحد بودند، هر گروه از منبع خوراک و آب یکسان برخوردار بود، علاوه بر این دارای یک ژنراتور برق بنزینی برای پشتیبانی برق و هر پناهگاه مجهز به سیستم سوخت‌گیری هواپیمای نیمه اتوماتیک است.

### جنگ ایران و عراق
در زمستان ۱۹۸۰–۱۹۸۱، نیروی هوایی عراق هواپیماهای نظامی خود را در پایگاه اچ-۳ نگه می‌داشت تا از آنها در برابر حملات نیروی هوایی ایران محافظت کند؛ بنابراین نیروی هوایی ارتش ایران عملیاتی موسوم به عملیات اچ۳ را برای بمباران این پایگاه هوایی طراحی کرد. تا در ۴ آوریل ۱۹۸۱، هشت فروند فانتوم اف ۴ (IRIAF F-4 Phantoms) با جسورانه‌ترین عملیات تهاجمی خود در جنگ، به عمق ۱۰۰۰ کیلومتری داخل عراق نفوذ و به هر سه پایگاه هوایی مجموعه اچ-۳ حمله نماید.
نیروی هوایی ارتش ایران با غافلگیری کامل، چندین پاس در برابر ال-ولید، H-3 Northwest و H-3 Southwest ABs انجام دادند
- ۳ فروند هواپیما آنتونوف-۱۲
- ۱ فروند بمب‌افکن توپولف-۱۶
- ۵ فروند سوخو
- ۴ فروند میگ-۲۱
- ۸ فروند میگ-۲۳
- ۲ فروند داسو میراژ اف۱ تنها دو هفته قبل تحویل شده بود.
- ۷ فروند هلیکوپتر

ضمناً یازده فروند هواپیمای دیگر به گونهٔ غیرقابل تعمیری خسارت دیدند که دو فروند از این یازده فروند بمب افکن توپولف-۱۶ بود.
در این عملیات دو خلبان عراقی و چهارده پرسنل عادی به همراه سه افسر مصری و یک افسر آلمان شرقی کشته شدند، همچنین ۱۹ عراقی، چهار مصری و دو اردنی به شدت زخمی شدند. این حمله به‌طور قابل توجهی توانایی عراق را برای تلافی جویی کاهش داد.

### عملیات طوفان صحرا و دهه ۱۹۹۰
H-3 و H-2 در اولویت اهداف هواپیماهای ائتلاف در طول جنگ خلیج فارس قرار گرفتند. این پایگاه هوایی توسط انواع مختلف هواپیما از جنگنده‌های مخفی F-117 گرفته تا گرومن ای-۶ اینترودر نیروی دریایی آمریکا هدف قرار گرفت. بر اساس اطلاعات طبقه بنده نشده آمریکا سلاح‌های شیمیایی عراق توسط کامیون طی عملیات طوفان صحرا در سال ۱۹۹۱ در پایگاه هوایی اچ-۳ (اصلی) ذخیره شدند. پناهگاه S شکل واقع در میدان هوایی اچ-۳ (اصلی) و چهار مورد در تأسیسات ذخیره مهمات اچ-۳ در جریان طوفان صحرا آسیب دیدند یا از بین رفتند. ۲۲ پناه‌گاه S شکل در سراسر عراق، ۸ تا ۱۰ فوریه ۱۹۹۱ تخریب شدند. مشخص نیست که آیا بقیه متعاقباً منهدم شدند یا خیر.
در واکنش به اقدامات خصمانه عراق علیه هواپیماهای ائتلاف که منطقه پرواز ممنوع در جنوب را رصد می‌کنند، هواپیمای ائتلاف با استفاده از سلاح‌های دقیق برای حمله به یک مرکز فرماندهی و کنترل پدافند هوایی در یک فرودگاه نظامی در ۲۴۰ مایلی جنوب غربی بغداد، در ساعت ۲:۳۰ صبح به وقت بین‌المللی در ۵ سپتامبر ۲۰۰۲ هواپیماها با بمب‌های هدایت شونده فرودگاه اچ-۳ را مورد حمله قرار دادند. این حملات توسط ۹ هواپیمای F-15 Strike Eagles آمریکایی و ۳ هواپیمای بمب افکن RAF Tornado GR4 انجام شد که از کویت پرواز می‌کردند. این اولین بار بود که حمله به مرکز فرماندهی و کنترل پدافند هوایی در هنگام گشت زنی در منطقه پرواز ممنوع جنوب به یک هدف در غرب عراق انجام می‌شد. بر اساس گزارش مطبوعات، حدود ۱۰۰ هواپیمای آمریکایی و انگلیسی در این حمله شرکت کردند و این بزرگ‌ترین عملیات مشترک در طول چهار سال در سراسر کشور بود.

### جنگ عراق ۲۰۰۳

#### تشنج
در ۱۸ مارس ۲۰۰۳، جوخه‌های B و D از سرویس هوایی ویژه انگلیس به همراه ۱ اسکادران SASR استرالیا به عراق نفوذ کرده و به سمت پایگاه هوایی اچ-۲ و اچ-۳ حرکت کردند. آنها پایگاه‌های مشاهده را ایجاد کردند و حملات هوایی را انجام دادند که مقاومت عراقی‌ها را در حوالی اچ-۲ شکسته شد. اسکادران‌های ترکیبی انگلیس و استرالیا پس از آن مستقیماً به سمت اچ-۲ حرکت کردند و تقریباً بدون مقاوت عملیات را انجام دادند. اما از پایگاه هوایی اچ-۳ توسط یک گردان از نیروهای عراقی و تعداد قابل توجهی ضد هوایی متحرک و ثابت دفاع می‌شد. اعضای دلتا فورس و در ۲۴ مارس نیروهای ویژه (نیروی زمینی ایالات متحده آمریکا) با شرکت براوو، ۱ اس‌تی باتالیون (1st Battalion) گروه پنجم نیروهای ویژه (ایالات متحده) به SAS انگلیس و استرالیا پیوستند. آنها با هم ۲۴ ساعت مداوم با حملات هوایی دقیق به اچ-۳ حمله کردند و مدافعان عراقی را مجبور به فرار کردند. ائتلاف منطقه اچ-۳ (SOF H-3) را تصرف نمود و حدود ۸۰ قبضه اسلحه ضد هوایی و مقدار زیادی مهمات را ضبط کرد. هنگ ۷۵ تکاوران و تفنگداران دریایی متشکل از ۴۵ کماندو برای تقویت پایگاه‌های هوایی از اردن پرواز کردند، بعد از تصرف، ائتلاف پایگاه‌ها را آنها سپرد و به مأموریت‌های دیگر ادامه داد.

### وضعیت فعلی
تصاویر هوایی فعلی نشان می‌دهد که ساختارهای عملیاتی اطراف پایگاه هوایی و سه پایگاه هوایی کمکی آن تا حد زیادی سالم مانده‌است. باندهای تاکسی فرودگاه در معرض تخریب عوامل طبیعی قرار دارند. استفاده از باند فرودگاه به دلیل مجموعه‌ای از موانع از جمله حمله هوایی غیرممکن است.

## پیوندهای وابسته
- عملیات اچ۳